# 漢堡 (紐約州村)
漢堡（英語：Hamburg）是位於美國紐約州伊利縣的村。

## 人口
根據2020年美國人口普查的數據，漢堡的面積為6.42平方千米，皆為陸地。當地共有人口9696人，而人口密度為每平方千米1,510人。